# ハルジュ
ハルジュ （英語: Haruj, アラビア語: هروج）は、リビアの中央に全体で45,000km2（17,000 sq mi） の拡がりをもつ大規模な火山域である。
ハルジュは、多くの玄武岩質のスコリア丘とだいたい30個ほどの小さな楯状火山を含む、火口群と溶岩流が一緒になったおよそ150個の火山が含まれている。　